# Hypothyris leprieurii
Hypothyris leprieurii är en fjärilsart som beskrevs av Joachim Francois Philiberto de Feisthamel 1835. Hypothyris leprieurii ingår i släktet Hypothyris och familjen praktfjärilar. Inga underarter finns listade i Catalogue of Life.